# Lysipomia bourgoinii
Lysipomia bourgoinii är en klockväxtart som beskrevs av Adolf Ernst. Lysipomia bourgoinii ingår i släktet Lysipomia och familjen klockväxter. Inga underarter finns listade i Catalogue of Life.